# Tauridion shewelli
Tauridion shewelli är en tvåvingeart som beskrevs av Papp och Silva 1995. Tauridion shewelli ingår i släktet Tauridion och familjen lövflugor.
Artens utbredningsområde är Peru. Inga underarter finns listade i Catalogue of Life.